# WEAU-Tower
WEAU-Tower är en 609 meter (1.998 ft) hög vajrad radiomast för sändningar av FM och TV i Fairchild, Wisconsin, USA. WEAU-Tower var klart år 1981 och ägs av WEAU-TV.